# Bloc de les Minories Nacionals

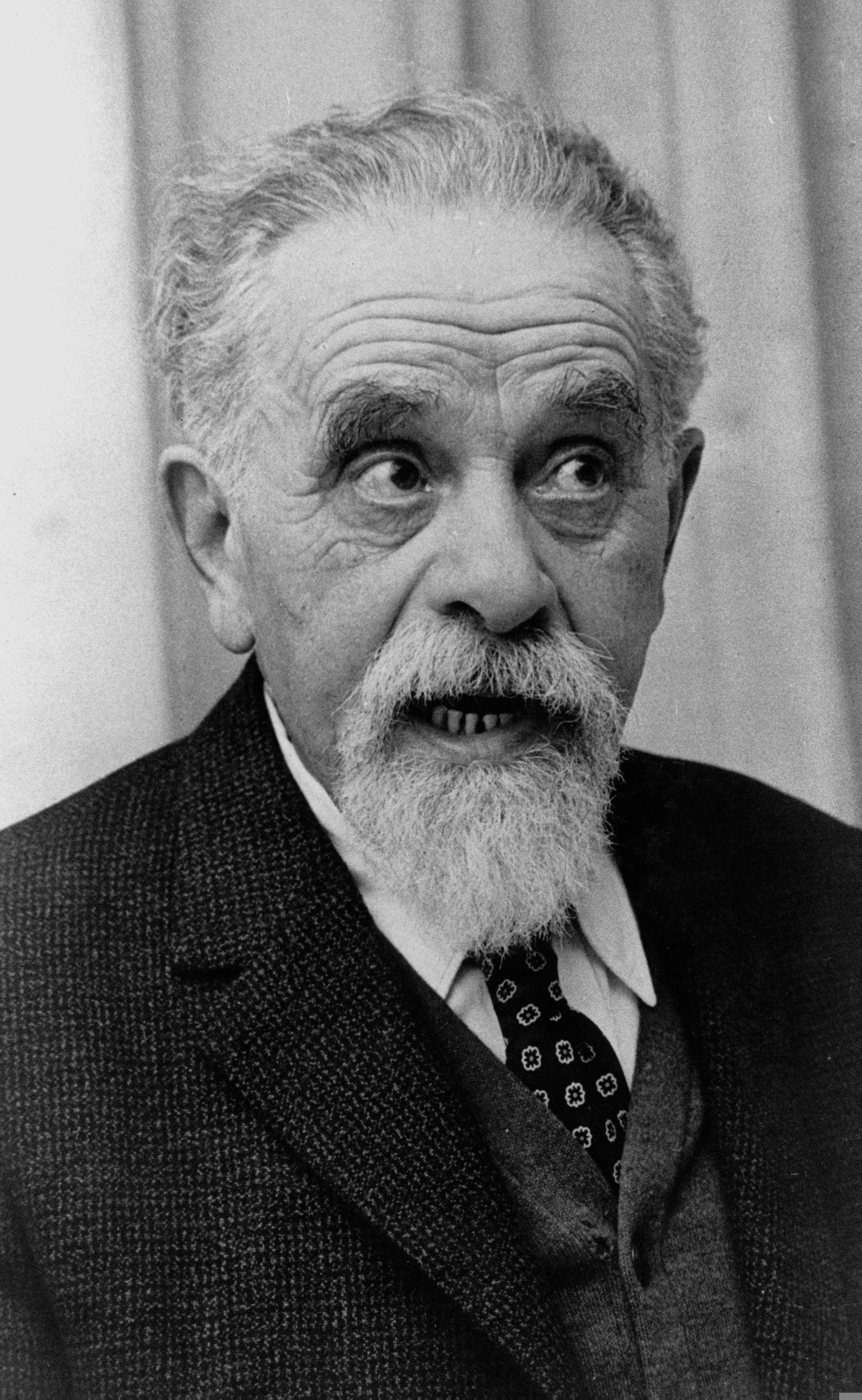
Izaak Grünbaum, fundador del BMN

Bloc de les Minories Nacionals (polonès Blok Mniejszości Narodowych, BMN) fou un partit polític de la Segona República de Polònia que representava una coalició de les diverses minories ètniques a Polònia, principalment ucraïnesos, belarussos, jueus i alemanys. Durant la Segona República de Polònia, les minories ètniques constituïen el 33% del total de la població.
El Bloc va ser co-fundat per Yitzhak Gruenbaum, un polític jueu polonès. El BMN va prendre part a les eleccions parlamentàries poloneses de 1922, on va treure el 19,5% i 66 escons i 22 senadors (el segon partit més votat), i a les eleccions parlamentàries poloneses de 1928, on va treure el 14% dels vots i 55 escons i 21 senadors (el tercer més votat). En el pla polític, arran de la depuració de les eleccions 1930, el Bloc es va dissoldre.

## Resultats electorals
| Any  | Vots      | %     | Escons   | +/- |
| ---- | --------- | ----- | -------- | --- |
| 1922 | 1,397,538 | 15.93 | 66 / 444 | Nou |
| 1928 | 1,438,725 | 12.61 | 55 / 444 | 11  |